# Ilaria Raimondi
Ilaria Raimondi (Anagni, 16 gennaio 1994) è una nuotatrice italiana, vincitrice di una medaglia d'argento nella 10 km femminili alle Universiadi 2015.

## Palmarès
- Universiadi

Gwangju 2015: argento nella 10 km.